# Salvavides

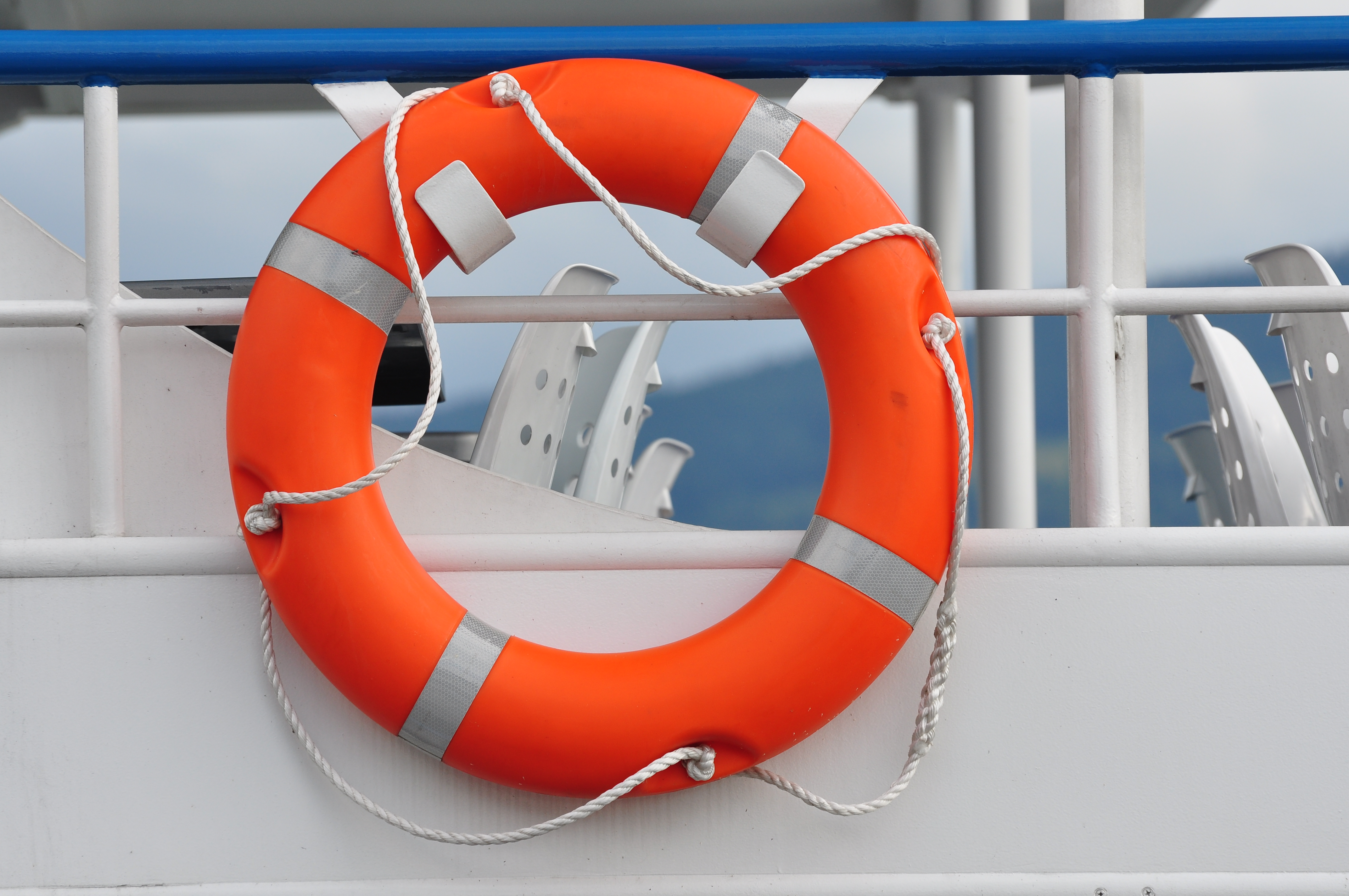
Un salvavides a bord d'un vaixell

Un salvavides  (o també cèrcol salvavides) és una mena de flotador, que en virtut de convenis internacionals per a la protecció de la vida humana al mar, està previst com obligatori entre l'equipament de seguretat de vaixells, iots i en general en qualsevol tipus d'embarcació, amb el propòsit de ser utilitzat per rescatar nàufrags o desapareguts al mar (o en altres grans extensions d'aigua), així com per mantenir-los en flotació i evitar que s'ofeguin.
Generalment té forma toroidal i es lliga a una corda que s'utilitza per aixecar el cos de la persona que es pretén salvar. Algunes versions modernes estan equipades amb petites llums i/o tires reflectores per facilitar les operacions de rescat a la nit.

## Precedents
L'ús de complements flotants individuals està documentat des de temps molt antics.

### Assiris

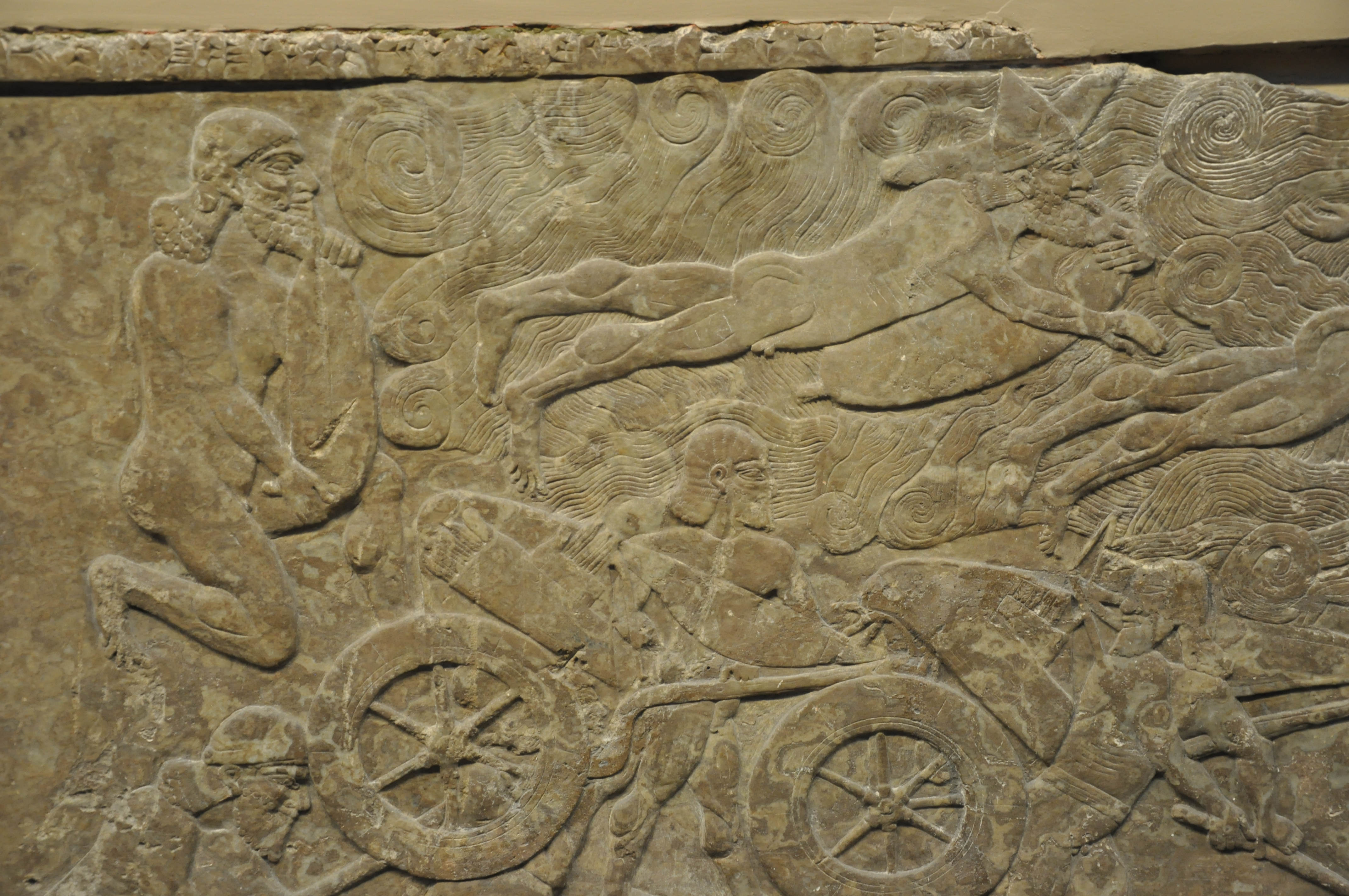
Soldat travessant un riu ajudat per un bot de pell. Detall d'un baix relleu assiri del palau nord-oest de Nimrud.

El palau nord-oest de Nimrud (rei Assurnasirpal II, c.859 aC), hi ha un baix relleu que representa el pas d'un riu. La imatge adjunta mostra un soldat inflant un odre i un altre soldat nu nedant amb un odre ja inflat sota el pit.
- Hi ha una obra de Gaston Maspero, amb il·lustracions interessants, que resumeix els aspectes dels vaixells d'Egipte i Assíria. Un gravat mostra soldats armats travessant un riu amb l'escut reposant sobre un odre i cada soldat amb el pit damunt.[2][3]

### Alexandre el Gran
En diverses biografies s'esmenten travesses dels rius Danubi, Oxus i Tanais amb l'ajut d'una mena de matalassos flotants de pells cosides farcides de palla i bruscall.

### Juli Cèsar
Un altre cas típic és el dels guerrers ibers travessant el riu Segre amb bots de pell en època de la guerra civil entre Pompeu i Juli Cèsar.

### Setge de Roma
En el context de la batalla de l'Àl·lia, la comunicació entre els romans de l'exterior i els que s'havien refugiat al Capitoli fou possible per l'habilitat i el valor d'un jove nedador, ajudat per una mena de salvavides de suro.

### Roberto Valturio
En la pàgina 518 del seu tractat (segons la referència adjunta), Valturio copia una frase de Juli Cèsar en que aquest esmentava l'ús de bots de pell per a travessar els rius. Un doble gravat interpreta dues formes de "salvavides" inspirades en la frase.

### Cavallers de Malta
Segons fonts diverses, els cavallers de l'Hospital haurien usat salvavides de suro a bord de les seves naus.
- En l'obra de 1752 del Marquès de la Victoria. Architectura naval antigua y moderna, hi ha dues làmines que mostren "salvavides circulars" i una làmina que inclou un dibuix "d'una boia salvavides de suro", anomenada "salvenos". Aquesta darrera seria la que empraven els cavallers de Malta en les seves naus de forma sistemàtica. La boia anava lligada a una corda prou llarga i penjada a la popa de la nau. Si algú anava a parar a mar, la boia es podia llançar de forma immediata.[13]